# Кореография
Кореогра́фия – комплекс аудиовизуальных способов поддержки или его отдельные элементы, впервые введенный в использование в 70-е годы XX века представителями итальянской культуры ультрас. Прежде всего это способ украсить трибуну, воодушевить команду, содействие в победе над соперником.
Основные виды кореографии:
1. Простейшие кореографии – это fumogenata (файершоу – использование фальшфаеров, дымов и сигнальных ракет) и cartata (использование каскада лент, запускаемых с трибуны). Оба варианта могут выполняться как системно, создавая определённый рисунок, так и хаотично, то есть без некоей объединяющей идеи.
2. Более сложные кореографии представляют собой огромные картины, которые могут отражать как историю клуба, так и города. Существует несколько основных методов создания подобных изображений: огромные полотна с конкретной картиной; изображение, формируемое из множества разноцветных флажков, или модульное шоу — создание изображения при помощи разноцветных картонок. Подобные изображения могут быть как динамичные, так и статичные.
3. Звуковая поддержка: отбивание барабанных ритмов (фанаты не приемлют использование пластиковых дудок и гудков, ибо они мешают правильной хоровой поддержке), скандирование речевок и слаженное пение — как правило, звучат оды в поддержку команды, тексты, прославляющие один-единственный клуб.
4. Еще одним видом кореографии являются банерные войны, основой которой являются striscione (стришьоне) – плакаты или баннеры с определённым текстом, направленным в адрес своей или противоположной команды, конкретных игроков, футбольных функционеров либо фанатов противоположной команды. Наиболее важным в этом деле является остроумие представителей ультрас, изготовляющих стришьоне и читабельность текста.